# كريس هوب (لاعب كرة قدم أمريكية)
كريس هوب (بالإنجليزية: Chris Hope)‏ هو لاعب كرة قدم أمريكية أمريكي، ولد في 29 سبتمبر 1980 في روك هيل في الولايات المتحدة.

## وصلات خارجية
- كريس هوب على موقع مرجع كرة القدم المحترفة.كوم (الإنجليزية)